# Flotte Bursche
Flotte Bursche (svenska: "Glada gossar") är en operett i en akt med musik av Franz von Suppé och libretto av Josef Braun. Operetten hade premiär den 18 april 1863 på Theater am Franz-Josefs-Kai i Wien.

## Historia
Idag spelas endast ouvertyren, som Suppé sammanställde utifrån olika studentsånger. 

## Personer
- Anton, hantverkargesäll
- Hieronymus Geier, hans lärare
- Lieschen, en flicka
- Fleck, skoputsare
- Brand, student
- Frinke, student

## Handling
Framför ett värdshus i Heidelberg firar studenterna. Gesällen Anton beklagar att han måste ge sig av då hans lärare Hieronymus Geier inte vill ge honom sitt arv, med vilket han kunde gifta sig med sin älskade Lieschen. Studenterna beslutar sig för att hjälpa de älskande. Brand ger sig ut för att vara en italiensk målare och erbjuder Geier en dålig kopia av en dyrbar målning. Frinke och skoputsaren Fleck anländer som engelsk herre och dennes tjänare. De låtsas känna igen tavlan och vill köpa den för 1000 taler. Geier köper tavlar av Brand för 700 och får sedan reda på att studenterna lurat honom. Lieschen och Anton får pengar till sitt bröllop.